# 貝瑟默城 (北卡羅萊納州)
貝瑟默城（英語：Bessemer City）是一個位於美國北卡羅萊納州加斯頓縣的城市。

## 人口
根據2020年美國人口普查的數據，貝瑟默城的面積為13.63平方千米，當中陸地面積為13.53平方千米，而水域面積為0.10平方千米。當地共有人口5428人，而人口密度為每平方千米398人。